# سیدی راشد
سیدی راشد (به عربی: سيدي راشد) یک شهرداری در الجزایر است که در استان تیپازه واقع شده‌است.